# Erwin Hadewicz
Erwin Hadewicz (* 2. April 1951 in Ellwangen (Jagst)) ist ein ehemaliger deutscher Fußballspieler.

## Karriere als Spieler

### Vereine
In seiner Jugend spielte Hadewicz für den in der (seinerzeit) selbständigen Gemeinde Rindelbach ansässigen Sportverein und für den Turn- und Sportverein im 3 km entfernten Ellwangen. Zum Ende der Vorrunde der Saison 1970/71 wechselte er zum VfR Aalen in die fünftklassige A-Klasse Kocher-Rems, wurde zum Stammspieler und am Saisonende Meister. In der Folgesaison 1971/72 wurde er in der viertklassigen 2. Amateurliga Württemberg mit 31 Treffern Torschützenkönig und hatte somit einen großen Anteil an der erneuten Meisterschaft des VfR und dem sich daraus ergebenden direkten Durchmarsch von der A-Klasse in die 1. Amateurliga. Auch in dieser Liga wurde er in der Folgesaison 1972/73 mit 26 Toren Torschützenkönig und erreichte mit der Mannschaft den zweiten Platz.
Zur Saison 1973/74 wechselte er zum Bundesligisten FC Bayern München. In seiner ersten Profi-Saison – in der er Deutscher Meister wurde – war Hadewicz vor allem Einwechselspieler (12 Spiele); so auch am 22. September 1973 in der Begegnung Hannover 96 gegen Bayern München (3:1), als er in der 9. Minute – für Franz Beckenbauer eingewechselt – sein Debüt in der höchsten Spielklasse gab. Nachdem er sich auch in der Folgesaison bei den Bayern nicht durchzusetzen vermochte, wechselte er im November 1974 zum VfB Stuttgart. Dort erspielte er sich zwar einen Stammplatz, stieg mit der Mannschaft 1975 jedoch in die 2. Bundesliga ab. Doch schon 1977 gelang die Rückkehr ins Fußball-Oberhaus. Die neuformierte Mannschaft um Jungtalente wie Hansi Müller, Karlheinz Förster und Mittelstürmer Dieter Hoeneß, der von 1973 bis 1975 ebenfalls beim VfR Aalen aktiv war, wurde auf Anhieb Vierter der Meisterschaft. Hadewicz absolvierte 33 von 34 Bundesligaspielen in dieser Saison, blieb bis 1983 und bestritt insgesamt 203 Erstligaspiele, in denen er neunmal traf.

### Nationalmannschaft
Hadewicz debütierte im Nationaltrikot am 6. Dezember 1972 in ’s-Hertogenbosch, als die Nationalmannschaft der Amateure mit 1:2 Toren gegen die Auswahl der Niederlande verlor. Für die B-Nationalmannschaft kam er zweimal zum Einsatz. Am 21. Februar 1978 ging das Spiel in Augsburg mit 1:2 gegen die Auswahl Englands verloren, dafür gewann er mit der Mannschaft am 18. April 1978 in Norrköpping mit 1:0 gegen die Auswahl Schwedens.

## Erfolge
- Europapokalsieger der Landesmeister 1974, 1975
- Deutscher Meister 1974

## Karriere als Trainer
Von 1985 bis 1988 war er Spielertrainer des VfR Aalen, mit dem er am Saisonende 1985/86 zunächst den 6. Tabellenplatz in der drittklassigen Oberliga Baden-Württemberg einnahm, in der Folgesaison allerdings als 16. (von 18 Vereinen) in die Verbandsliga Württemberg abstieg. 1988 gelang der sofortige Aufstieg, doch Hadewicz stand nicht mehr zur Verfügung – er trat als Trainer zurück.
Von Juli 1997 bis Juni 2000 übernahm er als Trainer den mittelfränkischen TSV 1882 Wassertrüdingen, mit dem er gleich im ersten Jahr in die Kreisliga „Frankenhöhe“ aufstieg. Im Juni 2000 führte er die Mannschaft zur Meisterschaft und zum erneuten Aufstieg in die nächsthöhere Spielklasse, der Bezirksliga, zum zweiten Mal in der Vereinsgeschichte. Nach drei erfolgreichen Jahren kehrte er als Sportkoordinator zum VfR Aalen zurück.

## Sonstiges
Ab 2001 war Hadewicz als Scout für den VfB Stuttgart tätig.